# Мікенська кераміка
Мікенська кераміка — тип давньогрецького вазопису, створеного в період мікенської культури. На території материкової Греції мікенська кераміка витіснила релікти мінійскої кераміки та мінойської кераміки (останню також на Кікладах).
Археологи поділяють вазопис мікенської кераміки на кілька стилістичних етапів, приблизно відповідних історичним періодам, проте частково накладаються один на одного:
- Піздньоелладська кераміка I-IIA (близько 1675/1650 — 1490/1470 до н. е.)
- Піздньоелладська кераміка IIIA1 МПБ (близько 1490/1470 — 1390/1370 до н. е.)
- Піздньоелладська кераміка IIIA2-B (близько 1390/1370 −1190 до н. е.)
- Піздньоелладська кераміка IIIC (близько 1190—1050 до н. е.).

Після дорійського вторгнення в XI столітті до н. е. більшість культурних досягнень мікенського періоду втрачені, мікенську кераміку витісняє субмікенська, практично позбавлена орнаментальних елементів.

## Галерея

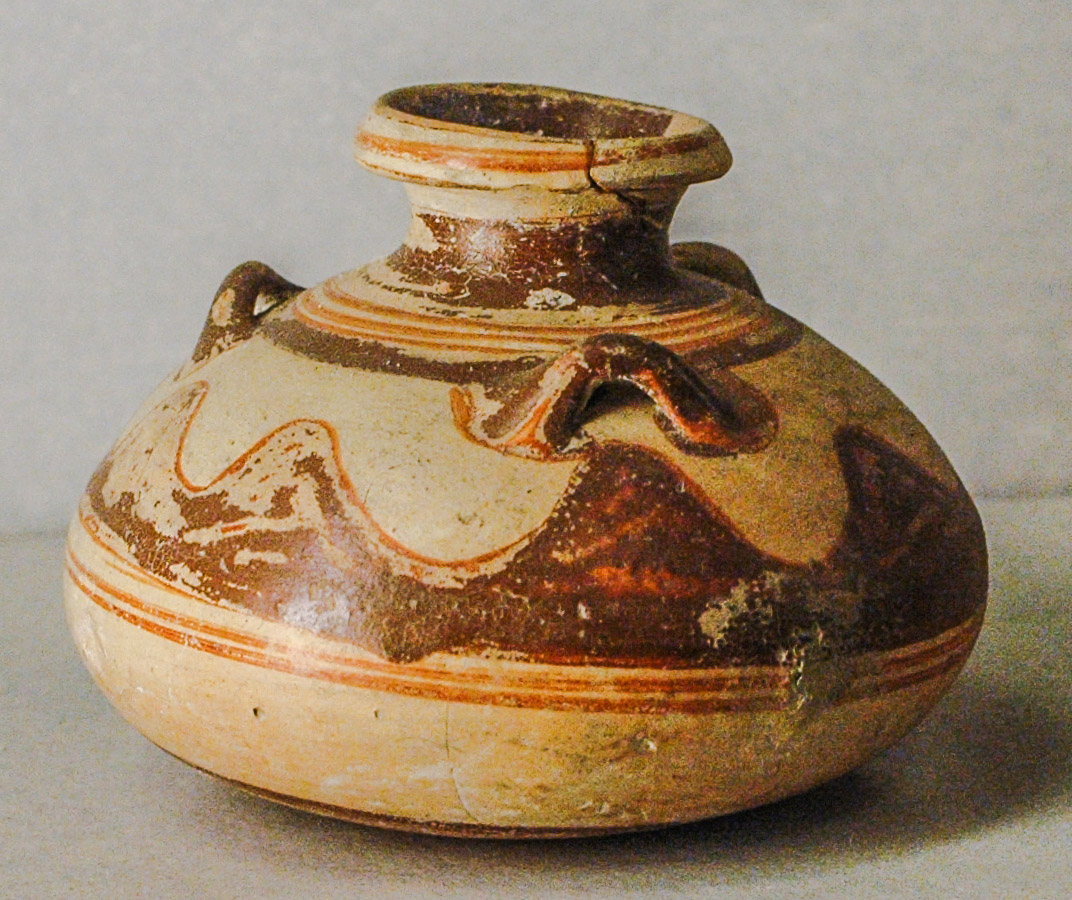
Алабастрон
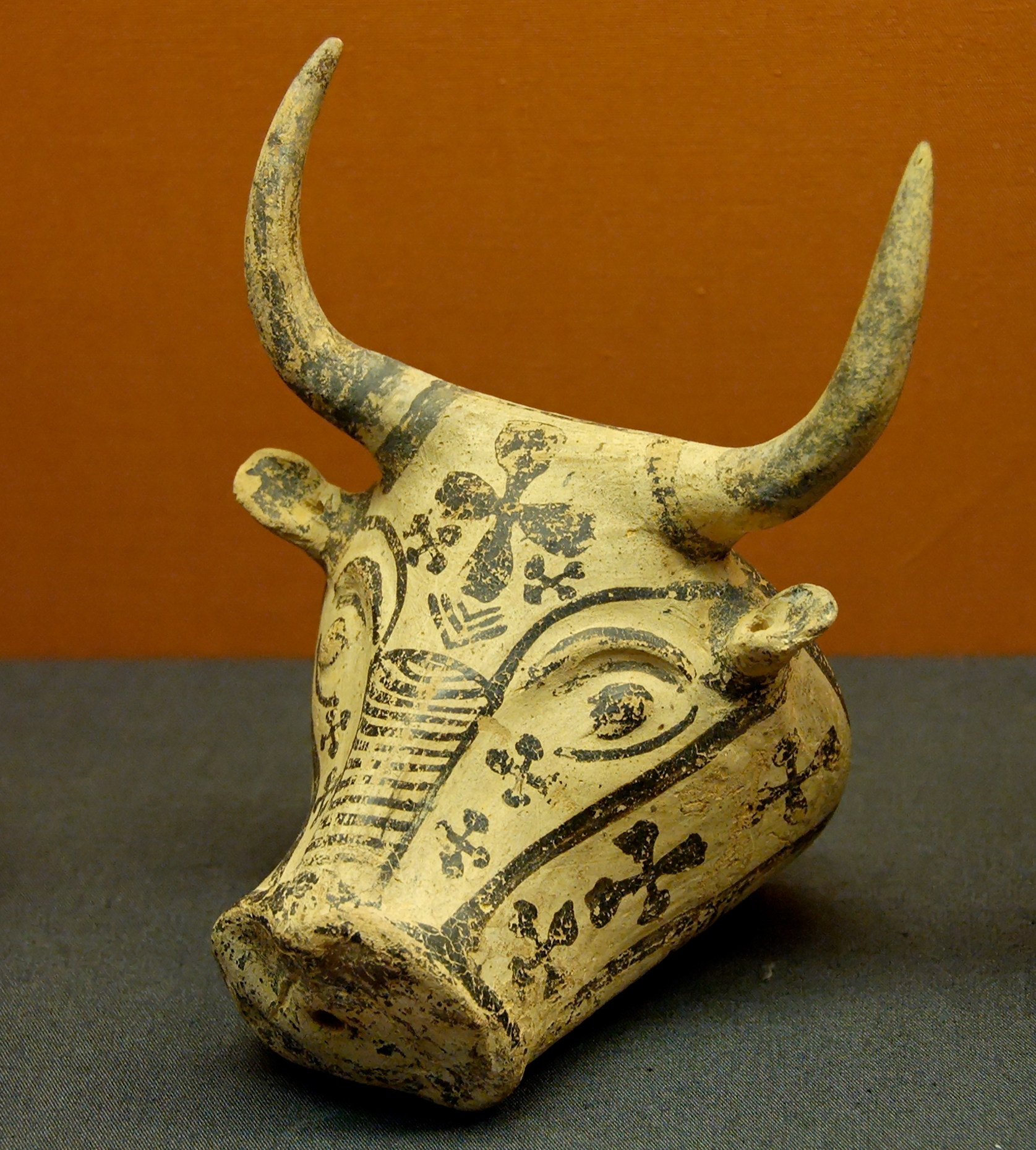
Ритон
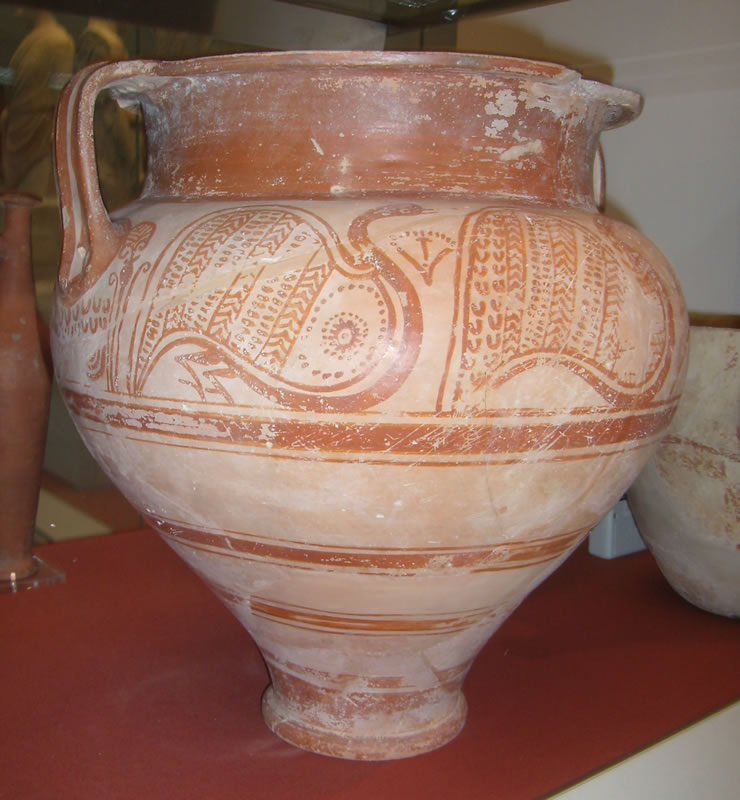
Кратер
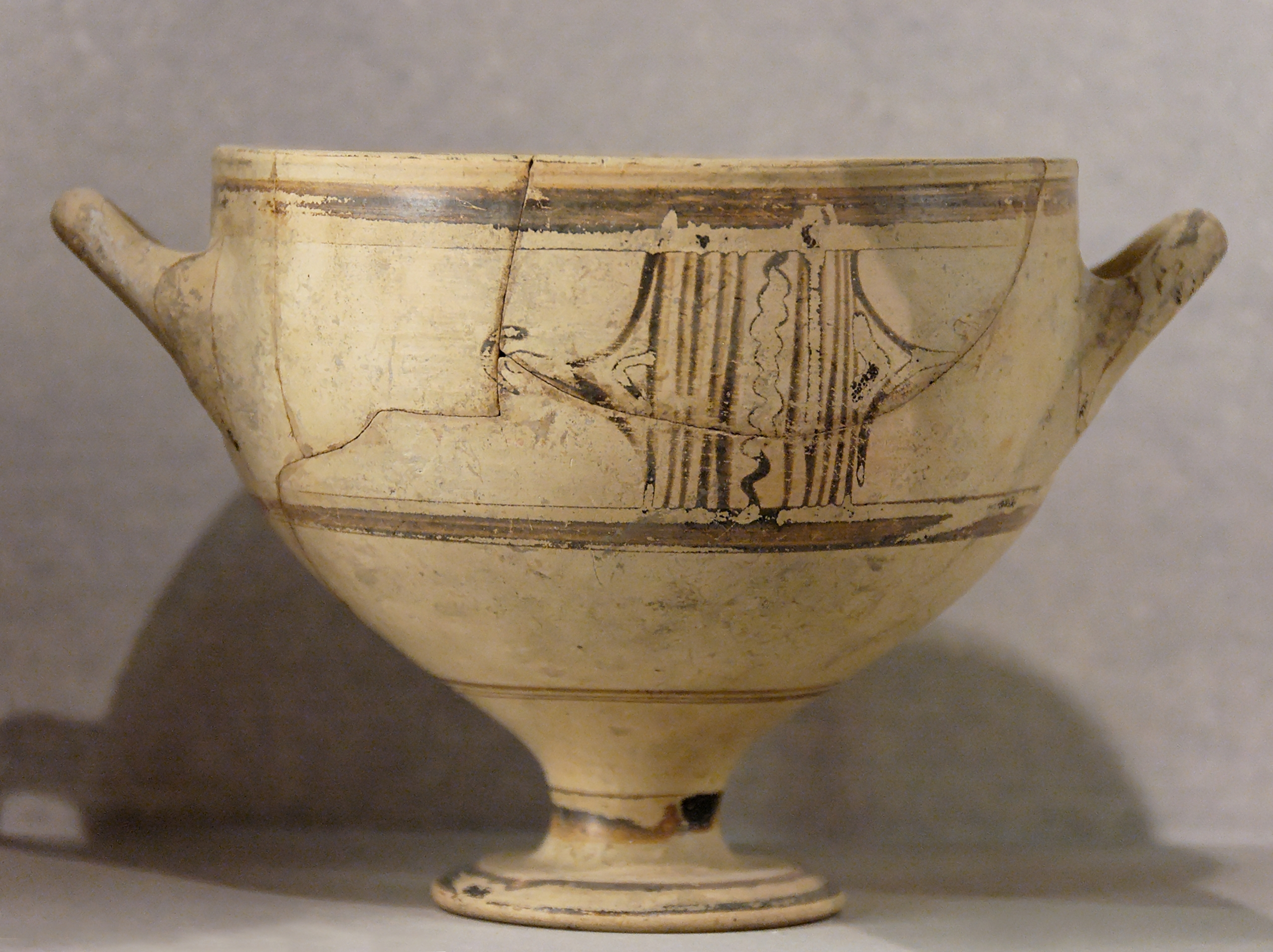
Скіфос